# توماس إس. جونسون
توماس إس. جونسون (بالإنجليزية: Thomas S. Johnson)‏ هو مصرفي أمريكي، ولد في 1941.

## وصلات خارجية
- توماس جونسون على موقع إن إن دي بي (الإنجليزية)